# Turbulence (chanson)
Pour les articles homonymes, voir Turbulence (homonymie).
Singles par Laidback Luke
Show Me Love
(2008) Natural Disaster
(2011)
Singles par Steve Aoki
I'm in The House
(2010) No Beef
(2011)
Singles par Lil Jon
Do You Remember
(2009) Hard White (Up In The Club)
(2011)
Turbulence est une chanson de Laidback Luke et Steve Aoki. En collaboration avec le rappeur américain Lil Jon. Sorti le 14 mai 2011 dans les plateformes de téléchargements, la version EP sort le 17 juillet 2011 au Royaume-Uni.

## Liste des pistes
- Téléchargement digital

Single  Royaume-Uni
1. Turbulence (Radio Edit) - 3:01

Single  États-Unis
1. Turbulence (Radio Edit) - 3:48[1]

EP
1. Turbulence (Radio Edit) - 3:01
2. Turbulence (Original Mix) - 6:25
3. Turbulence (Sidney Samson Remix) - 6:07
4. Turbulence (Tocadisco Remix) - 4:56
5. Turbulence (Riley & Durrant Remix) - 7:00
6. Turbulence (Sandro Silva Remix) - 6:19
7. Turbulence (D.O.D Remix) - 5:36

## Classement
| Classement (2011) | Meilleur position |
| ----------------- | ----------------- |
| Australie (ARIA)  | 37                |

## Historique de sortie
| Pays        | Format                             | Date de sortie  | Label           |
| ----------- | ---------------------------------- | --------------- | --------------- |
| Royaume-Uni | Téléchargement Digital - CD Single | 14 mai 2011     | New State Music |
| Royaume-Uni | Téléchargement Digital - EP        | 17 juillet 2011 | New State Music |